# Disney Cinemagic
Disney Cinemagic foi um canal de televisão por assinatura europeu pertencente à Walt Disney Company Limited. Costumava ser transmitido na maioria dos países da Europa Ocidental; atualmente, os canais Disney Cinemagic da antiga marca na França (Disney Cinema) e no Reino Unido e na Irlanda (Sky Movies Disney) são administrados por terceiros.

## História
O Disney Cinemagic foi lançado no Reino Unido e na Irlanda em 16 de março de 2006 no pacote premium da BSkyB. Em novembro de 2007, foi lançada a versão do Disney Cinemagic no mercado francês (França e Bélgica). Em 2008, foi lançada as versões na Espanha e em Portugal.
Em 30 de novembro de 2008 às 20:30 (horário local), o Disney Cinemagic HD estreou na França, transmitindo no CANALSAT das 6:00 às 01:00 diariamente, tornando o primeiro "canal HDTV infantil e familiar no mercado francês". Em dezembro de 2008, o canal Cinemagic HD foi lançado no Reino Unido com programação em alta definição e disponibilidade inicial por meio do Sky + HD com uma assinatura da Sky Movies. Em 1 de janeiro de 2009 é lançada a versão em alta-definição (HD) do canal em Portugal pela operadora ZON.
Em 1 de novembro de 2012, o Disney Cinemagic foi substituído pelo Disney Junior, e a versão HD do Disney Cinemagic foi substituída pelo Disney Movies On Demand.
Em 28 de março de 2013, a Cinemagic foi substituído no Reino Unido pela Sky Movies Disney, um canal premium da BSkyB, como parte de um acordo entre a BSkyB e a Disney, que permitiu à Sky UK transmitir filmes da Disney nos serviços de vídeo sob demanda da Sky. Em um movimento semelhante na Austrália, a Foxtel lançou a Foxtel Movies Disney em 10 de abril de 2014, juntamente com o Disney XD.
O Disney Cinemagic na Espanha encerrou suas atividades em 1 de janeiro de 2015, apesar dos protestos no Twitter para salvar o canal. O Disney Cinemagic na França foi substituído pelo Disney Cinema em maio de 2015. A Sky renomeou seus canais Sky Movies para Sky Cinema, incluindo seu canal Disney, em 8 de julho de 2016.
O Disney Cinemagic e todos os outros canais internacionais da Disney foram transferidos do Disney-ABC Television Group, metade do segmento Disney Media Networks, para o segmento Disney Direct-to-Consumer and International em 14 de março de 2018.
O último canal ativo do Disney Cinemagic, a versão alemã, foi substituído pelo Sky Cinema Special em 30 de setembro de 2019, encerrando assim a marca Cinemagic após 13 anos.

## Versões
| Mercado                       | Nome                | Tipo                                              | Laçamento              | Substituto              | Data de substituição   |
| ----------------------------- | ------------------- | ------------------------------------------------- | ---------------------- | ----------------------- | ---------------------- |
| Reino Unido, Irlanda          | Disney Cinemagic    | Canal                                             | 16 de março de 2006    | SKY Movies Disney       | 28 de março de 2013    |
| Reino Unido, Irlanda          | Disney Cinemagic +1 | Canal TimeShift                                   | 16 de março de 2006    | descontinuado           | 28 de março de 2013    |
| Reino Unido, Irlanda          | Disney Cinemagic HD | Canal HD                                          | 1 de dezembro de 2008  | SKY Movies Disney HD    | 28 de março de 2013    |
| França, Bélgica               | Disney Cinemagic    | Canal                                             | setembro de 2007       | Disney Cinema           | 8 de maio de 2015      |
| França, Bélgica               | Disney Cinemagic +1 | Canal TimeShift                                   | setembro de 2007       | Disney Cinema +1        | 8 de maio de 2015      |
| França, Bélgica               | Disney Cinemagic HD | Canal HD                                          | 30 de novembro de 2008 | Disney Cinema           | 8 de maio de 2015      |
| Portugal                      | Disney Cinemagic    | Canal                                             | 1 de outubro de 2008   | Disney Junior           | 1 de novembro de 2012  |
| Portugal                      | Disney Cinemagic HD | Canal HD                                          | 1 de janeiro de 2009   | Disney Movies on Demand | 1 de novembro de 2012  |
| Espanha                       | Disney Cinemagic    | Canal                                             | 2008                   | descontinuado           | 1 de janeiro de 2015   |
| Espanha                       | Disney Cinemagic +1 | Canal TimeShif                                    | 2008                   | descontinuado           | 1 de janeiro de 2015   |
| Espanha                       | Disney Cinemagic HD | Canal HD                                          | 1 de julho de 2010     | descontinuado           | 1 de janeiro de 2015   |
| Alemanha, Áustria, Luxemburgo | Disney Cinemagic    | Canal                                             | 4 de julho de 2009     | Sky Cinema Special      | 30 de setembro de 2019 |
| Alemanha, Áustria, Luxemburgo | Disney Cinemagic HD | Canal HD                                          | 4 de julho de 2009     | Sky Cinema Special HD   | 30 de setembro de 2019 |
| Itália                        | Disney Cinemagic    | Bloco de fim de semana no SKY Cinema Família      | 3 de dezembro de 2011  | —                       | —                      |
| Escandinávia                  | Disney Cinemagic    | Bloco de fim de semana ás 19:00 no Disney Channel |                        | —                       | —                      |